# Atule mate
Atule mate (Cuvier, 1833) è un pesce d'acqua salata appartenente alla famiglia Carangidae diffusa nell'Indo-Pacifico, unica specie del genere Atule Jordan & Jordan, 1922.

## Alimentazione
Si nutre di piccoli pesci, crostacei, invertebrati marini e fitoplancton.